# Devil May Cry 3: Dante's Awakening
Devil May Cry 3: Dante's Awakening, lansat în Japonia ca Devil May Cry 3, este un joc de acțiune dezvoltat și publicat de Capcom. Jocul a fost lansat în 2005 pentru Playstation 2, portat pentru PC un an mai târziu și reprezintă un prequel din punct de vedere cronologic.

## Gameplay
Jocul este compus din mai multe nivele numite "misiuni", unde jucătorul este nevoit să se confrunte cu numeroși inamici, să rezolve sarcini complexe și, ocazional, să rezolve puzzle-uri pentru a progresa. Performanța jucătorului este notată de la D (reprezentând cea mai mică notă) la A, S și SS pentru cei care parcurg nivelul fără multe greșeli. Notele sunt bazate pe timpul utilizat pentru a termina nivelul, numărul de "red orbs" acumulate, stilul de luptă (numit "stylish combat"), obiectele utilizate și cât de vătămat este jucătorul.
Pe parcursul jocului, protagonistul are acces la un "devil trigger", o abilitate ce îl transformă pe Dante în forma sa demonică. Acest devil trigger sporește atacurile personajului și rapiditatea de a se reface.

## Subiect
Devil May Cry 3 începe în shop-ul misterios a lui Dante, unde un om pe nume Arkham apare și îi oferă o invitație din partea lui Vergil, fratele lui Dante. Această invitație se dovedește a fi un atac demonic brutal, ce însă este înăbușit de către Dante. La scurt timp, acesta observă cum un turn erupe din pământ la o distanță apropiată de el. Știind că Vergil este implicat, Dante preia acest atac precum o provocare.